# Alopecosa kochi
Alopecosa kochi är en spindelart som först beskrevs av Eugen von Keyserling 1877.  Alopecosa kochi ingår i släktet Alopecosa och familjen vargspindlar. Inga underarter finns listade i Catalogue of Life.